# Georg Gafron

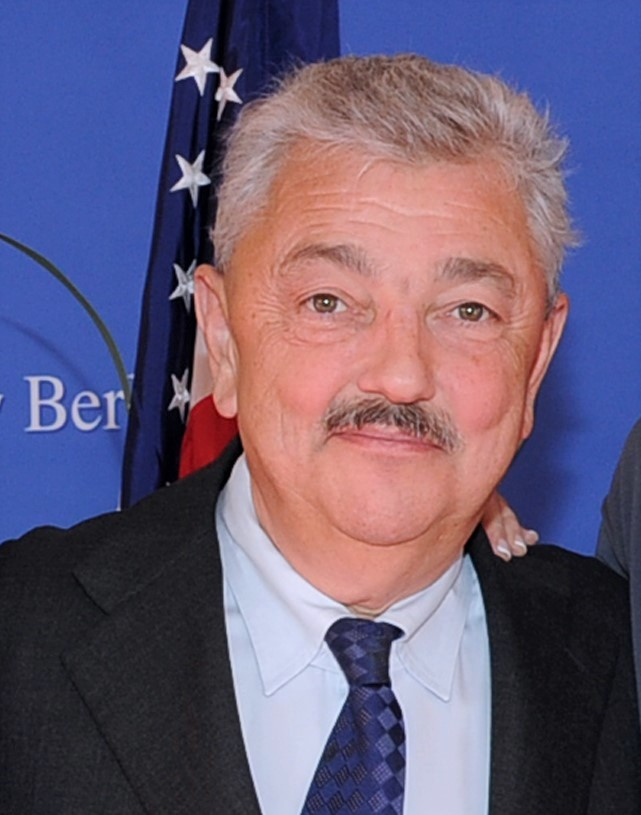
Georg Gafron (2016)

Georg Gafron (* 13. Mai 1954 in Weimar) ist ein deutscher Journalist und Medienunternehmer.

## Leben
Gafron wuchs in der DDR auf, machte eine Lehre als Buchdrucker und arbeitete als Küster in der evangelischen Kirche. Nach einem gescheiterten Fluchtversuch saß er in Haft. Gafron flüchtete 1977 aus der DDR im Kofferraum eines Renault 4 über Marienborn in die Bundesrepublik.
1980 wurde er beim RIAS in Berlin Redakteur und übernahm 1982 die Leitung der Sonderprogramme. 1987 wechselte er als Chefredakteur zum Berliner Radiosender Hundert,6 und betrieb dort mit Hilfe von Informationen durch Gegner des DDR-Regimes wie Roland Jahn eine DDR-kritische Berichterstattung.
Ab 1999 war Gafron zudem Geschäftsführer des lokalen Fernsehsenders TV.Berlin. Im Januar 2001 wurde er außerdem Chefredakteur der Boulevardzeitung B.Z. und B.Z. am Sonntag. Hier entließ er kurze Zeit später den stellvertretenden Chefredakteur Hansjörn Muder fristlos. Muder hatte den Abdruck eines Berichts über die Zahlungsunfähigkeit des ehemaligen Verkehrsministers Günther Krause in der Zeitung zu verantworten. Krause gilt als persönlicher Freund Gafrons.
Gafron galt als wichtige Stütze der CDU in der deutschen Hauptstadt. Während des Berliner Wahlkampfes 2001 bezog Gafron mithilfe seiner Medien Position gegen eine Zusammenarbeit von SPD und PDS, indem er berlinweit Plakate mit historischen Motiven der Berliner Mauer drucken ließ. Die Berliner Zeitung veröffentlichte die Kampagne nicht und wurde daraufhin in Radiospots auf Hundert,6 sowie in Zeitungsbeiträgen in den von Gafron geführten Medien von Gafron kritisiert.
2002 gab Georg Gafron die Geschäftsführung des Radiosenders Hundert,6 und des Lokalfernsehens TV.Berlin auf. Infolge der Insolvenz der Kirch-Gruppe musste auch der mittlerweile dazu gehörige Radiosender und das Lokalfernsehen TV Berlin abgestoßen werden. Im Juni 2003 zog Gafron sich von der Chefredaktion der B.Z. zurück.
Am 1. Oktober 2003 übernahm Georg Gafron die Geschäftsführung der Axel Springer Medien Service GmbH, Berlin. Zweck der neu gegründeten Gesellschaft war die Konzeption, Akquisition und Produktion von Anzeigensonderformaten und Verlags-Beilagen für die Titel der Berliner Zeitungsgruppe: Die Welt, Welt am Sonntag, Berliner Morgenpost und B.Z. sowie B.Z. am Sonntag. Neben der unternehmerischen Führung war Gafron als Chefredakteur für die Gestaltung und Herstellung der Produkte verantwortlich.
Gafron schied wegen seiner Nebentätigkeit für den Medienunternehmer Leo Kirch bei der Axel Springer Medien Service GmbH am 30. April 2004 aus. Gafron hatte seinem offiziellen Arbeitgeber angeblich eine Nebeneinnahme verschwiegen: Die Insolvenzverwalter der Kirch-Gruppe führen, laut Süddeutscher Zeitung vom 20. März 2004, in ihrem Bericht ans Amtsgericht München unter Sondervorgängen auf, dass Gafron 600.000 Euro von Leo Kirch für Beratungsleistungen erhalten habe. Kirch gab an, den Axel-Springer-Verlag selbst über die Beratertätigkeit von Gafron informiert zu haben.
Im Juli 2004 machte er sich mit der GafronMedia GmbH selbstständig.
Von September 2017 bis Februar 2020 war er Leiter des Auslandsbüros der Konrad-Adenauer-Stiftung in Thailand. 
Gafron schreibt Kolumnen in der B.Z., in der Bild-Zeitung und bei Tichys Einblick. Seine Tätigkeit für Tichys Einblick beendete er im Mai 2022, nachdem die Redaktion einen positiven Artikel über die Russlandpolitik von Außenministerin Annalena Baerbock ohne seine Zustimmung in stark veränderter Form veröffentlicht hatte. Die Redaktion entfernte Gafrons Namen aus der Autorenzeile, nachdem Jan Fleischhauer den Vorgang öffentlich gemacht hatte.

## Auszeichnungen
- 1987: Kai-Uwe-von-Hassel-Förderpreis
- Kurt-Magnus-Preis[9]
- 1994: Chauvi des Jahres